# Acrolophus macrogaster
Acrolophus macrogaster är en fjärilsart som beskrevs av Walsingham 1887. Acrolophus macrogaster ingår i släktet Acrolophus och familjen Acrolophidae. Inga underarter finns listade i Catalogue of Life.